# Juan Soto
Pour les articles homonymes, voir Juan Soto (arbitre) et Soto.
Juan José Soto (né le 25 octobre 1998 à Saint-Domingue, République dominicaine) est un joueur de champ extérieur des Mets de New York de la Ligue majeure de baseball, appartenant précédemment aux Padres de San Diego.

## Carrière

### Nationals de Washington
Juan Soto signe son premier contrat professionnel le 2 juillet 2015 avec les Nationals de Washington.

#### Saison 2018

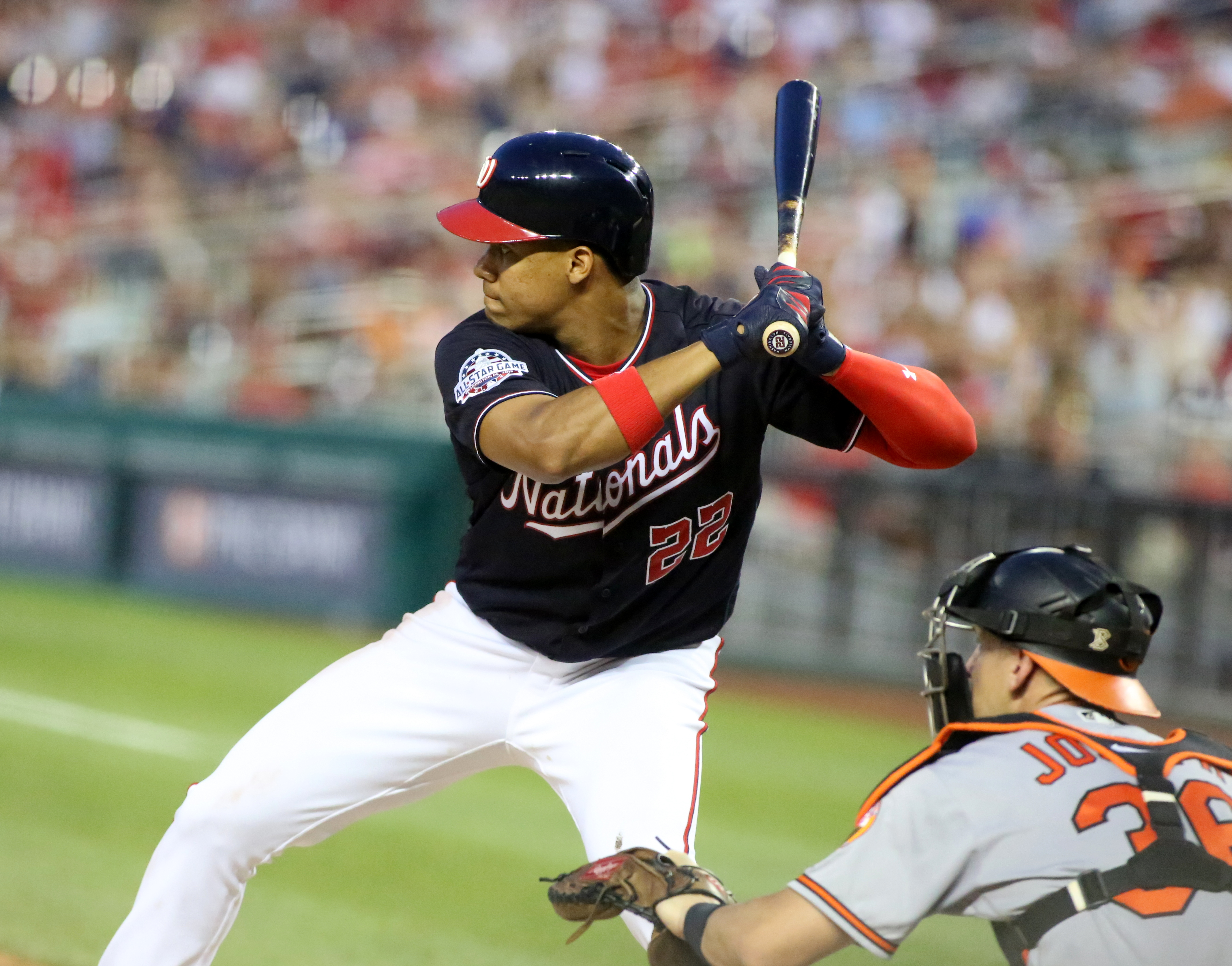
Juan Soto (à gauche) en 2018.

Il fait ses débuts dans le baseball majeur le 20 mai 2018 avec Washington, alors qu'il n'a que 19 ans. C'est le plus jeune joueur des majeures cette saison-là. À sa première saison, il maintient une moyenne au bâton de ,292 et une moyenne de présence sur les buts de ,406 en 116 matchs. Il réussit 22 circuits et affiche une moyenne de puissance de ,517. Il est nommé recrue du mois en juin, juillet et septembre. À la fin de la saison, il termine deuxième du vote désignant la recrue de l'année de la Ligue nationale, derrière le lauréat, Ronald Acuña Jr. des Braves d'Atlanta.

#### Saison 2019
En 2019, Juan Soto réussit 34 circuits et récolte 110 points produits. Il récolte aussi 108 buts-sur-balles. Il a une moyenne de présence sur les buts de ,401 et hausse sa moyenne de puissance à ,548 en 150 matchs joués. Il termine 9e du vote de fin d'année désignant le joueur par excellence de la Ligue nationale. Il fait partie de l'équipe des Nationals qui remporte la Série mondiale 2019, au cours de laquelle il frappe 3 circuits en 7 matchs face aux Astros de Houston. 

#### Saison 2020
Dans la saison 2020 écourtée par la pandémie, Juan Soto est le champion frappeur de la Ligue nationale avec une moyenne au bâton de ,351 en 47 matchs joués. Il mène les deux ligues majeures pour la moyenne de présence sur les buts (,490), la moyenne de puissance (,695), l'OPS (1,185) et les buts-sur-balles intentionnels (12). 

#### Saison 2022

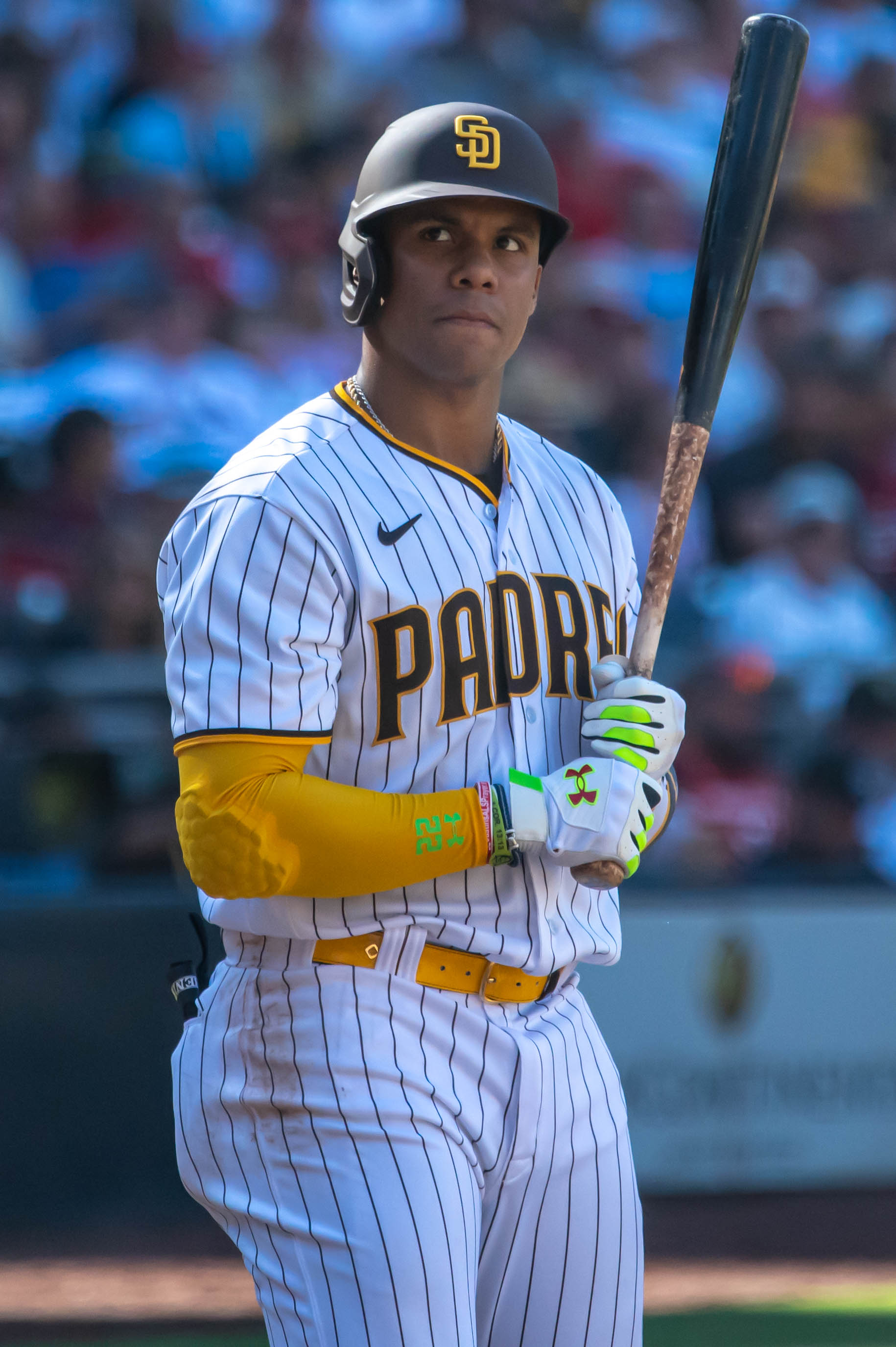
Juan Soto jouant pour les Padres de San Diego en septembre 2022.

Le 22 mars 2022, Soto accepte un contrat de 17,1 millions de dollars avec les Nationals de Washington. Le 12 avril, Soto frappe son centième coup de circuit en carrière et devient à l’âge de 23 ans, 169 jours le plus jeune joueur de l’histoire des Nationals à franchir ce cap,.
Sélectionné au match des étoiles en 2022, Juan Soto remporte également le Home Run Derby. Il devient le deuxième plus jeune vainqueur du concours derrière Juan González qui l’a remporté en 1993 ; un jour plus vieux que son aîné au moment de sa victoire,.

### Padres de San Diego
Après avoir refusé un contrat record d'une valeur de 440 millions de dollars, Juan Soto est transféré en compagnie de Josh Bell aux Padres de San Diego en août 2022,. Ce transfert, réalisé dans les dernières heures du marché des transferts d'été de la ligue, entraîne le départ de la vedette dominicaine de l’équipe dernière au classement à une équipe bien placée pour disputer la phase finale au moment de l'opération. Sans aucun doute ce fut une immense perte pour cette équipe.

### Yankees de New York
Juan Soto rejoindra les Yankees de New York en 2024 après un échange avec les Padres de San Diego. Dans l'alignement offensif, il frappera au 2e rang et sera au poste de voltigeur droit en défensive. Après un total de 157 parties en saison régulière, sa moyenne au bâton sera de .288 et sa moyenne de présence sur les buts sera de .419. Il aura frapper 41 coups de circuit et aura produit 109 points. Il aura perdu en Série Mondiale contre les Dodgers de Los Angeles. Il ne fera qu'une seule saison avec les Yankees. 

### Mets de New York
Le 8 décembre 2024, Soto a conclu un accord avec les Mets de New York pour un contrat de 15 ans d'une valeur de 765 millions de dollars.